# جولای گاومیشی نوک‌سرخ
جولای گاومیشی نوک‌سرخ (نام علمی: Bubalornis niger) نام یک گونه از سرده جولاهای گاومیشی است.